# الكلية الإسلامية في جنوب أستراليا
الكلية الإسلامية في جنوب أستراليا (ICSA) هي مدرسة إسلامية مختلطة تقع في أديلايد، جنوب أستراليا. تأسست الكلية عام 1995، وتوفر التعليم من رياض الأطفال حتى السنة 12، وهي مكرسة لتعزيز القيم الإسلامية وتوفير التميز الأكاديمي. الكلية بها هيئة طلابية متنوعة، مع طلاب من خلفيات ثقافية وعرقية مختلفة. تقدم الكلية منهجًا شاملاً يتضمن التعليم الديني، بالإضافة إلى مجموعة من المناهج مثل الرياضيات والعلوم واللغة الإنجليزية والعلوم الاجتماعية. تقدم الكلية أيضًا أنشطة خارج المنهج، بما في ذلك الرياضة والموسيقى والدراما.